# Stema Singaporelui

Stema Singaporelui

Stema națională a Singaporelui este simbolul heraldic reprezentând națiunea insulară din sud-estul Asiei Singapore. A fost adoptată în 1959, anul în care Singapore a devenit stat auto-guvernat în cadrul Imperiul Britanic. Comitetul care l-a creat, condus de vice-prim-ministrul Toh Chin Chye, a fost, de asemenea, responsabil pentru realizarea steagului național și a imnului național.
În centrul emblemei se află un scut roșu pe care se află o semilună albă (o lună nouă reprezentând o tânără națiune aflată în ascensiune) și cinci stele albe (reprezentând diverse idealuri naționale, inclusiv multiculturalismul); scutul este susținut de un leu și un tigru (reprezentând Singapore și, respectiv, Malaezia); sub ele este o panglică albastră inscripționată cu text auriu: Majulah Singapura („Înainte Singapore” în malaieză). Deși utilizarea stemei este limitată pentru guvern, simbolul se bucură de o largă utilizare pe moneda națională și pe decorurile de stat și apare pe coperta pașaportului național.

## Istoric
Când Singapore a devenit stat auto-guvernat în 1959, premierul Lee Kuan Yew era hotărât să creeze o stemă pentru noul stat, cât și alte simboluri, care să înlocuiască stema Regatului Unit folosită până atunci. A fost formată o comisie de proiectare a simbolurilor de stat, condusă de vicepremierul Toh Chin Chye, care dorea ca atât stema cât și drapelul Singaporelui să reprezinte societatea unită multietnică a țării.
Stema și steagul au fost create într-o perioadă de două luni de către Toh și comitetul său. O lege care a instituit simbolurile de stat din Singapore a fost prezentată Adunării Naționale de către ministrul culturii S. Rajaratnam și aprobată în noiembrie 1959. La 3 decembrie 1959, stema națională, steagul și imnul au fost prezentate pentru prima dată poporului singaporez.
Într-un interviu din 1989 Toh a spus că, atunci când a fost însărcinat cu crearea simbolurilor de stat, „în afară de imn trebuia să realizăm steagul și stema” și a simțit că noul steag al Singaporelui ar trebui să fie arborat lângă Union Jack. Toh a mai spus:
„În cazul blazonului de stat, avem din nou cele cinci stele și luna nouă ... Un leu lângă tigru. Tigrul, desigur, este un animal mai local decât leul. Vechiul Consiliu al orașului avea un leu. S-a potrivit cu propriile noastre idei de auto-guvernare din Singapore”

## Simbolism
Emblema centrală a stemei este un scut roșu cu cinci stele albe care se află deasupra unei semilune albe, asemănătoare cu semiluna și cu stelele folosite pe steagul Singaporelui, precum și cu alte simboluri naționale, care sunt steagul național pentru navele civile. Roșul simbolizează „fraternitatea universală și egalitatea omului”, iar albul „puritatea și virtutea pătrunzătoare și veșnică”. Semiluna reprezintă o lună nouă, care reflectă „o națiune tânără aflată în ascensiune”, în timp ce stelele cu cinci colțuri „reprezintă idealurile națiunii de democrație, pace, progres, justiție și egalitate”.
Susținătorii scutului sunt un leu și un tigru: tigrul simbolizează legăturile istorice și strânse ale națiunii cu Malaezia (al cărei stat component a fost Singapore din 1963 până în 1965), în timp ce leul reprezintă Singaporele în sine. Sub susținători este o panglică albastră pe care este scris cu auriu motto-ul național, Majulah Singapura. Majulah Singapura este, de asemenea, titlul imnului național și înseamnă „Înainte Singapore” în limba malaieză, limba națională a statului.

## Utilizare

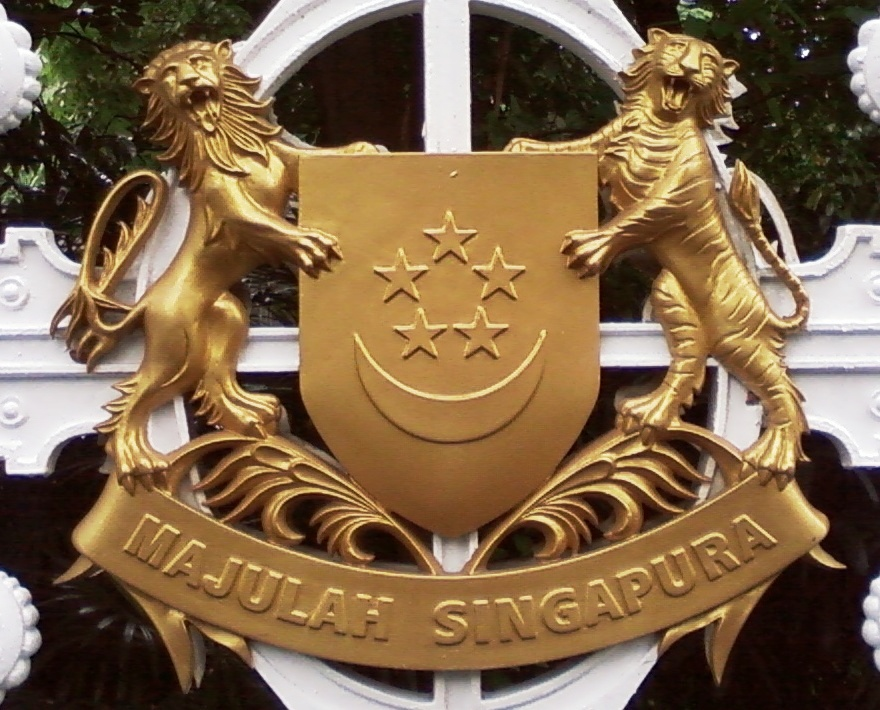
Stema Singaporelui prezentată pe poarta principală a Istana, reședința oficială a președintelui Singaporelui

În 1985, Autoritatea Monetară din Singapore (AMS) a început să emită a doua serie de monede. Stema este arătată pe partea aversă a acestor monede, înconjurată de o inscripție care cuprinde numele Singapore în cele patru limbi oficiale (chineză, malaieză, tamilă și engleză) și anul imprimării. În 1987, moneda dolar a intrat în circulație cu același model.
În conformitate cu AMS, stema a apărut, de asemenea, pe toate bancnotele din Singapore de la seria „Orhideea” din 1967. Decorurile de stat din Singapore prezintă și ele stema pe medalii. De exemplu, medaliile Darjah Utama Temasek și Sijil Kemuliaan utilizează stema completă, în timp ce medalia Darjah Utama Bakti Cemerlang prezintă doar scutul.

## Norme
În conformitate cu Regulile Singaporelui pentru Stemă, Drapel și Imn Național, utilizarea stemei este limitată la guvern. Fără permisiunea explicită din partea Ministerului Informațiilor, Comunicațiilor și Artelor (MICA), niciunei persoane sau grup nu i se permite să tipărească fizic, să producă, să afișeze sau să vândă ceva care să prezinte stema sau să permită realizarea unor astfel de acțiuni. Este, de asemenea, interzisă utilizarea oricărui simbol care poate fi confundat cu stema. Persoanele care doresc să folosească stema într-o lucrare literară trebuie de asemenea să obțină permisiunea prealabilă din partea MICA. Singura excepție prevăzută de reguli este că stema poate fi folosite de către funcționari și ministere guvernamentale pe exteriorul clădirii și pe documentele tipărite.